# Menander I

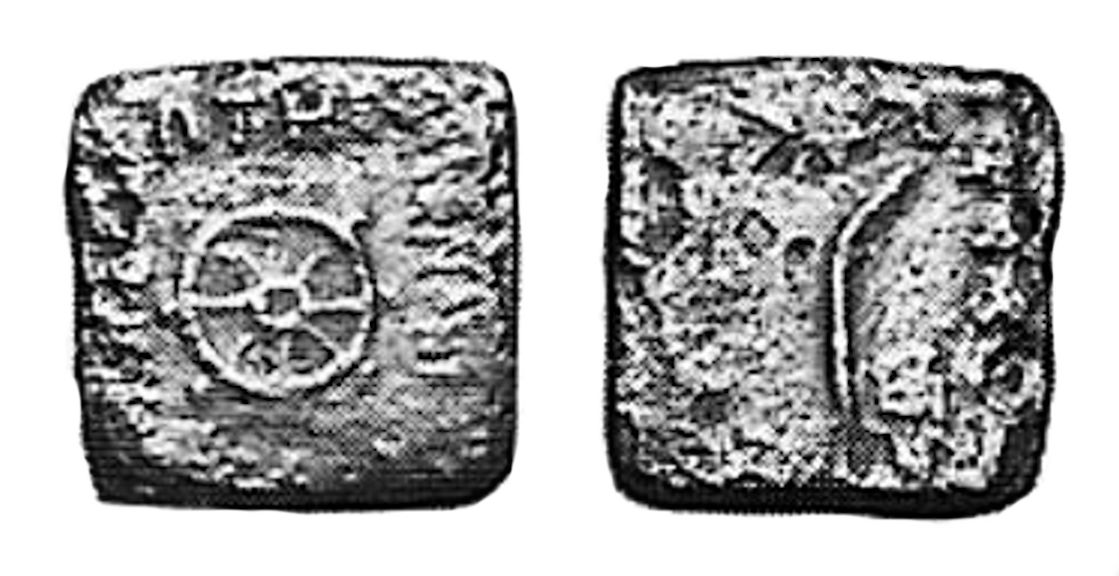
Moneta Menandra z Kołem Dharmy i grecką legendą na awersie oraz palmą zwycięstwa i inskrypcją indyjską w piśmie kharoszthi na rewersie

Menander I Soter (zm. 130 p.n.e.) – król indo-grecki, panujący w latach ok. 155–130 p.n.e.

## Panowanie
Tron objął po Antymachosie II. W okresie sprawowania władzy przez Menandra państwo Indo-Greckie było już w pełni niezależne od Baktrii, a nawet pozostawało z nią we wrogich stosunkach, o czym świadczy konflikt z Eukratydesem I. Za jego panowania posiadłości Indo-Greków miały największy zasięg, rozciągały się według badaczy od Kabulu na zachodzie po Czandigarh w Pendżabie na wschodzie oraz od doliny Swatu na północy po Kandahar na południu. Najprawdopodobniej w wojnach z Eukratydesem i jego następcami uzyskał także kontrolę nad częścią Baktrii. Podczas kampanii wojennej na wschodzie żołnierze Menandra dotarli aż do rejonu Pataliputry (dzis. Patna) nad dolnym Gangesem. O zwycięskich kampaniach władcy w dolinie Gangesu wspominają niezależnie od siebie Strabon i indyjska kronika Juga Purana. Świadectwem potęgi władcy jest relacja zawarta w Periplusie Morza Erytrejskiego, informująca że monety z jego imieniem były w obiegu jeszcze kilka pokoleń po jego śmierci.
Ustanowił stolicą swojego królestwa Sakalę (dzisiejszy Sijalkot).
Po śmierci Menandra zaczął się okres powolnego upadku państwa Indo-Greckiego – liczba imion jego następców wskazuje że rozpadło się na trzy lub dwie części, a w Arachozji i Paropamisadzie władzę odzyskali najprawdopodobniej potomkowie Eukratydesa.
Indyjski tekst buddyjski Milindapanha (Pytania Milindy) wymienia króla greckiego Milindę, który prowadził dyskurs filozoficzny z mędrcem Nagaseną. Pod imieniem Milindy kryje się najprawdopodobniej właśnie Menander. Władca występuje tam jako mądry, zwycięski i potężny władca, ustępujący dobrowolnie z tronu by wieść żywot ascety. Opowieść ta może być wynikłym z moralizatorskiego charakteru dzieła literackim przetworzeniem faktów, bowiem opisujący Menandra Plutarch z Cheronei (Moralia, IV, 28) wspomina że król zmarł podczas kampanii wojennej. Podany przez Plutarcha opis w pełni potwierdza jednak zakorzenienie Menandra w kulturze buddyjskiej, informuje bowiem on że po śmierci władcy jego ciało spalono na stosie, a prochy pochowano pod specjalnie zbudowanymi kaplicami (być może chodzi o stupy). Świadectwem przejścia Menandra na buddyzm mogą być także jego monety – na części z nich pojawia się wizerunek Koła Dharmy.
Nie są jasne powiązania dynastyczne Menandra. Milindapanha jako miejsce jego urodzenia podaje „wieś Kalasi koło Alasandy”, co ze względu na podobieństwo brzmienia utożsamia się z okolicami Aleksandrii Kaukaskiej. Jego walki z Eukratydesem oraz obecność na części emitowanych przez niego monet wizerunku Ateny sugerują, że mógł być spokrewniony z obalonym królem Baktrii Demetriuszem II. Według A.K. Naraina żoną Menandra była Agatokleja, córka króla Agatoklesa.